# Moses ibn Ezra
Moses ben Jacob ibn Ezra (en árabe, أبو هارون موسى بن يعقوب ابن عزرا, en hebreo, משה בן יעקב הסלח אבן עזרא) conocido como ha-Sallah, «escritor de penitencias» (Granada, entre 1055 y 1060 - después de 1138), fue un rabino, filósofo, lingüista y poeta judío andalusí.

## Familia
Vinculado con Abraham ben Meir ibn Ezra, y discípulo de Isaac ibn Gayyat, Ibn Ezra pertenecía a una de las familias más prominentes de España. De acuerdo con Isaac Israeli ben Joseph, tenía tres hermanos, Isaac, José, y Zerahiah, quienes fueron todos distinguidos eruditos.

## Obras
Su "Arugat ha-Bosem" está dividida en siete capítulos: 
1. observaciones generales acerca de Dios, el hombre y la filosofía;
2. la unidad de Dios;
3. lo inadmisible de aplicar atributos a Dios;
4. lo inapropiado de dar nombres a Dios;
5. movimiento;
6. naturaleza;
7. intelecto.

Las figuras citadas por Ibn Ezra en su obra son Hermes (identificado con Enoch), Pitágoras, Sócrates, Aristóteles, Platón, (pseudo-)Empédocles, Al-Farabi, Saadia Gaon, e Ibn Gabirol.

## Su retórica
El "Kitab al-Muḥaḍarah wal-Mudhakarah" llegó a ser mucho más famoso. Se trata de un tratado de retórica y poesía, compuesto según las bases del "adab" árabe, siendo el único de su tipo en la literatura hebrea. Fue escrito a petición de un amigo, el cual le había hecho ocho preguntas acerca de la poesía hebrea, las cuales se corresponden con cada uno de los ocho capítulos de la obra.
Los cuatro primeros tratan de la prosa y sus escritores, de la poesía y sus poetas, y del don natural para la poesía que tienen los árabes, el cual él atribuye al clima de Arabia. Concluye el cuarto capítulo diciendo que, salvo en muy raras excepciones, las partes poéticas de la Biblia no tienen métrica ni ritmo.
El quinto capítulo comienza con la historia del establecimiento de los judíos en España, la cual, de acuerdo con el autor, comienza durante el Éxodo, ya que la palabra, "Sefarad" usada por el profeta Obadiah (verso 20) significa "España". A continuación, la descripción de la actividad literaria de los judíos españoles, nombrando a los autores más importantes y sus obras. En el sexto capítulo, el autor cita varias máximas y describe la condición intelectual general de su época. Desprecia la indiferencia mostrada por el público hacia los eruditos. Esta indiferencia, declara, no afecta a su personalidad; aunque no se cuenta entre aquellos que han sido mal tratados por el destino, ha experimentado la buena y la mala fortuna. Por otra parte, no posee pretensión alguna de reconocimiento público gracias a que ha sido dotado con la virtud de la contención y la moderación.
En el capítulo número siete, el autor discute la cuestión de si es posible componer poesía en sueños, como algunos autores dignos de confianza han hecho. El octavo capítulo está dividido en dos partes, la primera relacionada con todo lo que tiene que ver con la poesía y los poetas, y, la segunda, describe en veinte párrafos, todo aquello que tiene que ver con los tropos, las figuras, y otra formas poéticas.

## Su poesía
Ibn Ezra es considerado por muchos judíos como el mejor poeta hebreo. Sus poemas seculares se recogen en dos obras: en Tarshish, y en la primera parte de su Diwan.
El "Tarshish" está dividido en diez capítulos, cada uno de los cuales se divide siguiendo un orden alfabético. Está escrito siguiendo el estilo árabe de poesía llamado "tajnis," el cual consiste en la repetición de palabras en cada estrofa, pero con un significado distinto en cada repetición. El primer capítulo está dedicado a cierto Abraham (con toda seguridad, no se trata de Abraham Ibn Ezra), cuyos méritos son exaltados siguiendo un estilo oriental. En los nueve capítulos que restan se discierne acerca de: (cap. ii) el vino, el amor y las canciones; (iii.) la belleza de la vida en el campo; (iv., v.) el mal de amores y la separación de los amantes; (vi.) amigos infieles; (vii.) la vejez; (viii.) vicisitudes de la fortuna, y la muerte; (ix.) la fe en Dios; (x.) la gloria de la poesía.
Como otros grandes poetas de su época (entre los que se cuentan grandes rabinos y eruditos de la época, líderes de la comunidad como Ibn Gabirol, Semuel ibn Nagrella o Yehudah Halevi), ibn Ezra cultivó la poesía homoerótica, género que era habitual tanto entre los poetas hispanohebreos del «Siglo de Oro» de la literatura hispanohebrea como entre sus coetáneos musulmanes.

## Poesía sacra
La mayor parte de las 220 composiciones sacras de Ibn Ezra se encuentran en el majzor, el tradicional libro de oraciones judío para el Yamim Noraim, el Rosh Hashanah (Año Nuevo judío) y el Yom Kipur (Día del Perdón). Estos poemas de penitencia, o selichot, le valieron el apelativo de HaSallach. 
Su intención es invitar al hombre a buscar en su interior, representando la vanidad de la gloria mundana, la desilusión que debe ser experimentada por los hedonistas, y el inevitable juicio divino. Avodah, que forma parte de la obra, ha sido hábilmente elaborada, y, su introducción, es parte del mahzor portugués. A diferencia de sus predecesores, Ibn Ezra comienza su narración de la historia bíblica con la entrega de la Torá, no con la creación de Adán. 
El piyyuttim que sigue al texto de la mishná del servicio del Templo, especialmente el piyyut, "Feliz es el ojo que lo contempló", son considerados como piezas de considerable belleza. 